# Eric Thompson (coureur)
Eric Thompson (Ditton Hill, Surbiton, Surrey, 4 november 1919 – 22 augustus 2015) was een autocoureur uit Engeland. Hij nam deel aan zijn thuisrace in 1952 voor het team Connaught Engineering en scoorde hierin 2 punten voor het wereldkampioenschap Formule 1.